# Bahnhof Derry~Londonderry
Der Bahnhof Derry~Londonderry (englisch Derry~Londonderry Railway Station, auch bekannt als Waterside Railway Station) ist ein Bahnhof in der Stadt Derry in Nordirland, am Ostufer des Flusses Foyle. Die Station wird auch von Bewohnern des Westens der County Londonderry und des Countys Donegal genutzt. Der Bahnhof wird von Northern Ireland Railways betrieben. Es gibt eine Linie nach Belfast zum Bahnhof Belfast Great Victoria Street.

## Geschichte

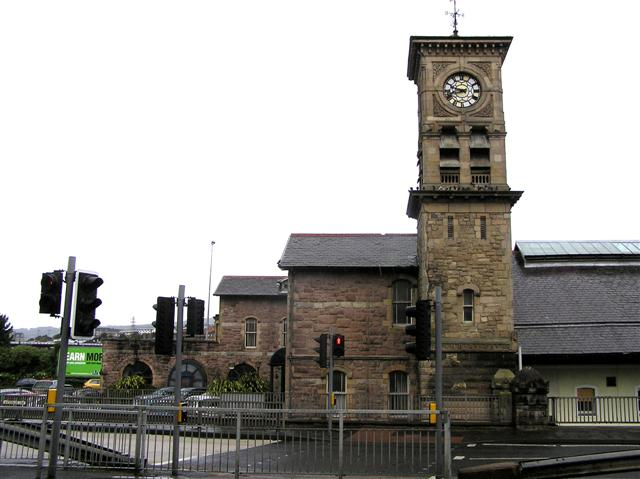
Der alte Waterside-Bahnhof

Die Station wurde am 29. Dezember 1852 von dem Bankier Steven Alfred John Campbell eingeweiht. Am 24. März 1980 wurde der Bahnhof geschlossen, aber das Empfangsgebäude blieb erhalten. Eine neue gleichnamige Station ganz in der Nähe ersetzte sie im selben Jahr mit reduziertem Service. Die Linie bestand ursprünglich aus einer Hauptstrecke nach Belfast, die die Stationen Castlerock und Coleraine bedienten.
Die Strecke ist auf dem Abschnitt Belfast–Larne an der Nordküste zweigleisig, auf dem Rest der Strecke jedoch eingleisig. Die bedienten Bahnhöfe sind Templepatrick, Antrim, Magherabeg, Ballymena, Killagan, Ballymoney, Coleraine und Bellarena. Ein Shuttle bietet die Verbindung von Coleraine nach Portbrush.
Die erste Betreibergesellschaft war die Belfast and Ballymena Railway, die zur Belfast and Northern Counties Railway (BNCR) wurde und 1903 vom Northern Counties Committee (NCC) übernommen wurde.
Als Derry 2013 zur britischen Kulturstadt wurde, wurde ein neues Fahrgleis eröffnet.
Seit der Schließung der anderen drei Bahnhöfe trägt der Bahnhof den offiziellen Namen Derry~Londonderry.

## Ausstattung
Der Bahnhof nutzt den ehemaligen Zugschuppen als Warteraum, Café und Fahrkartenhalle. Es gibt eine Gleisplattform und ein Abstellgleis. Das Gelände des ehemaligen Abfluggleises neben dem Greenway am Flussufer ist unbesetzt.

Netzplan

## Linien
| Vorhergehende Station | Northern Ireland Railways                             | Folgende Station |
| --------------------- | ----------------------------------------------------- | ---------------- |
| Bellarena             | Northern Ireland Railways Belfast-Derry               | Endstation       |
|                       | Historische Eisenbahnen                               |                  |
| Culmore               | Londonderry & Coleraine Railway Coleraine–Londonderry | Endstation       |

## Galerie

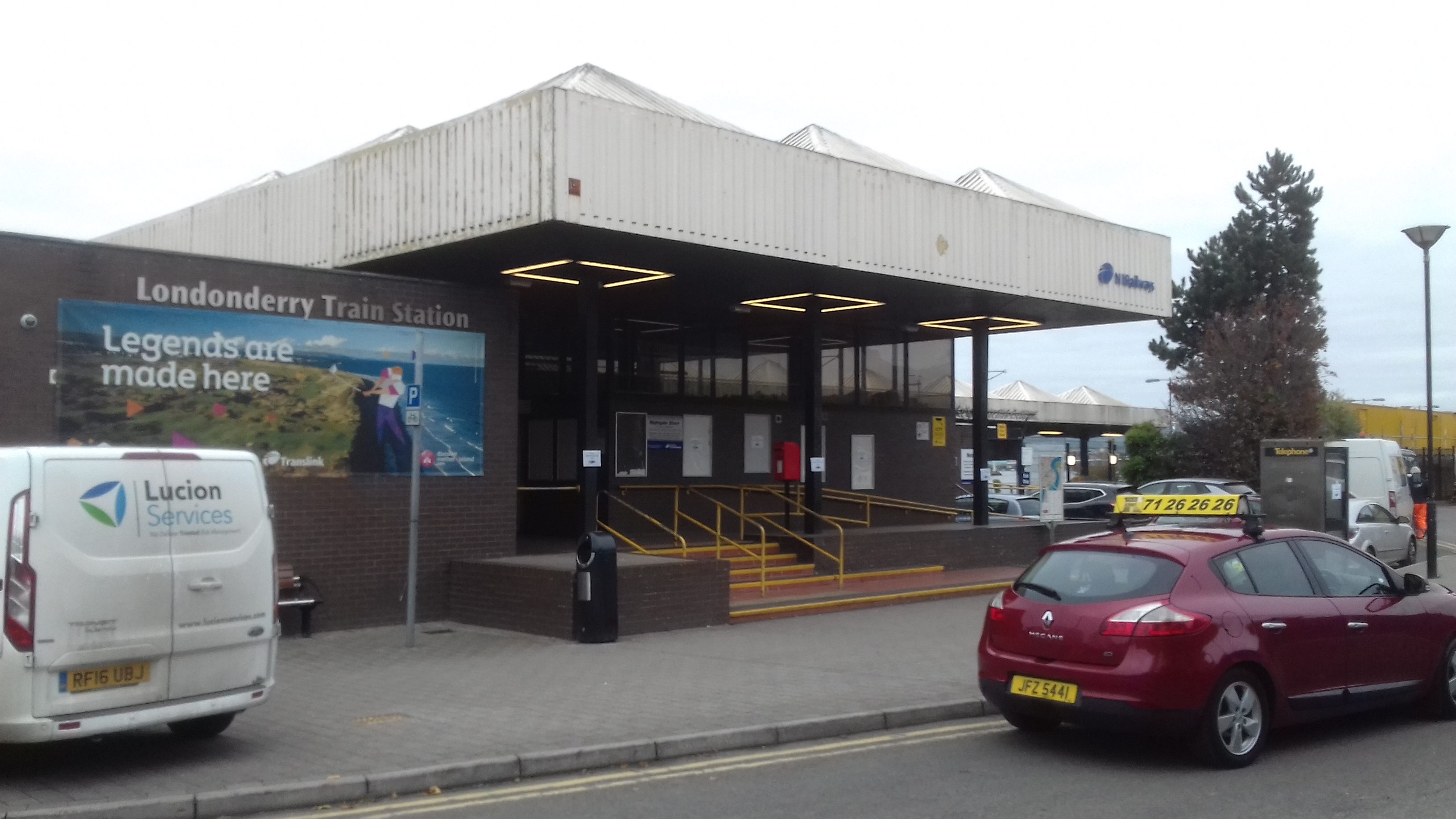
Eingangsgebäude bis 2019
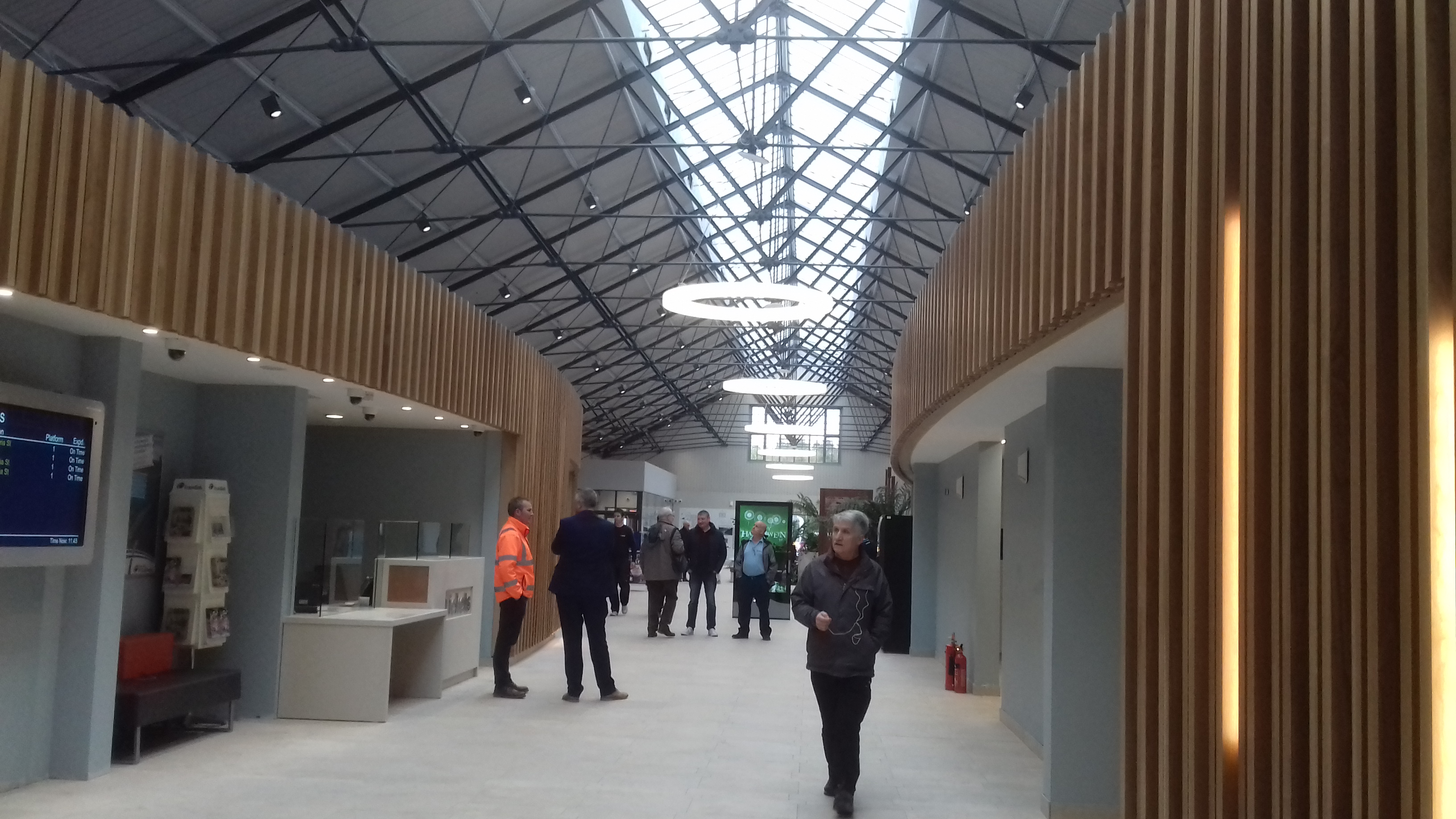
Innenraum
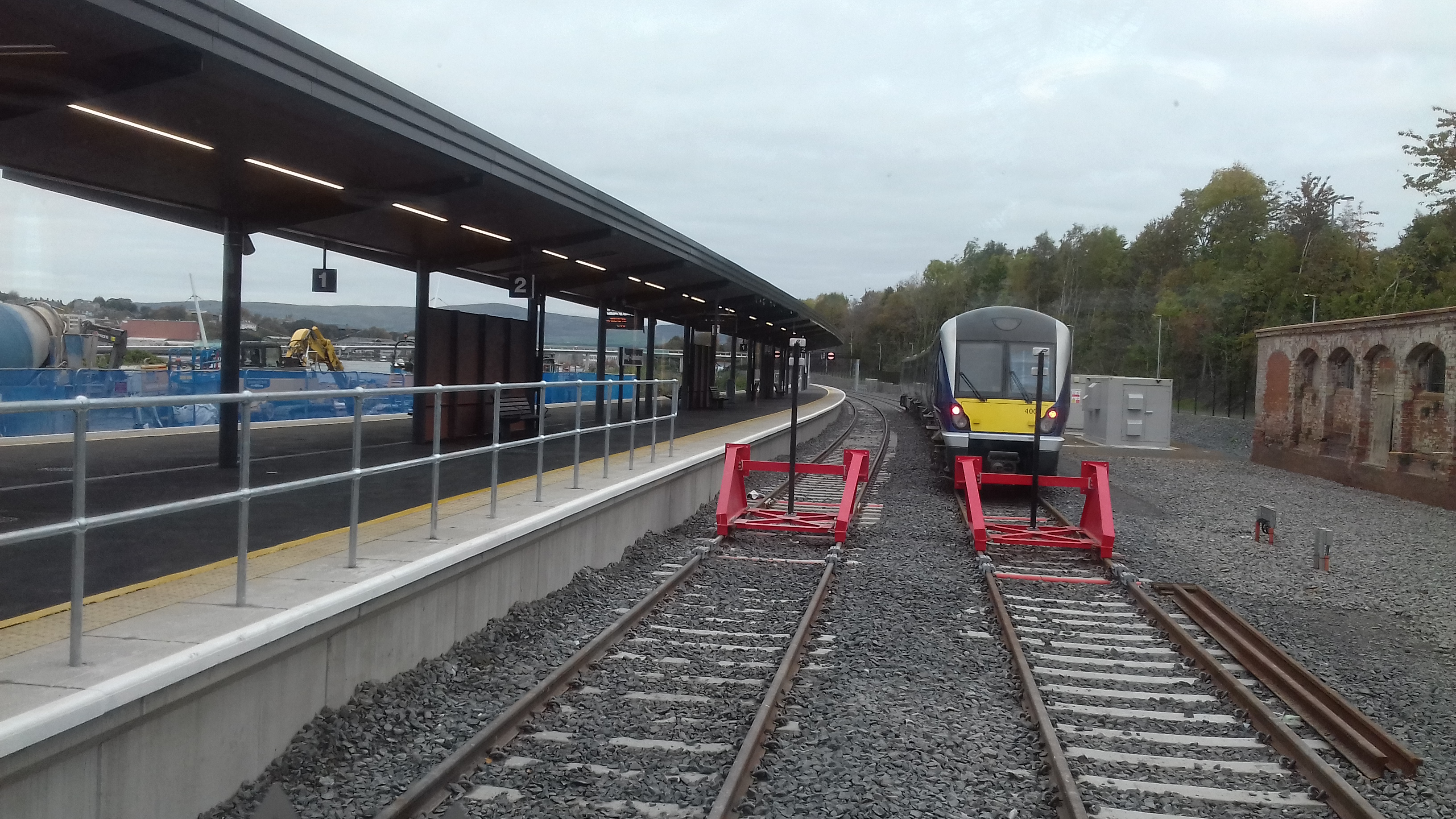
Zug im Bahnhof
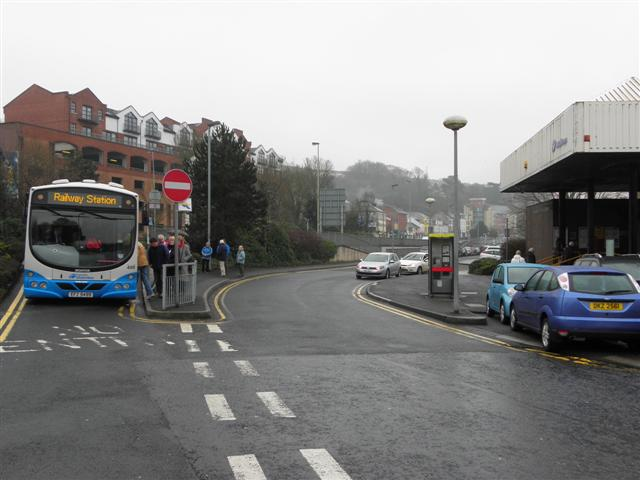
Bushaltestelle neben dem Bahnhof